# (33125) 1998 BU33
1998 BU33 (asteroide 33125) é um asteroide da cintura principal. Possui uma excentricidade de 0.04423360 e uma inclinação de 5.72138º.
Este asteroide foi descoberto no dia 31 de janeiro de 1998 por Takao Kobayashi em Oizumi.